# República Autónoma Socialista Soviética da Checheno-Inguchétia
```
   |-
       | 
Erro:
:  
valor não especificado para "
continente
"
```

A República Autônoma Socialista Soviética da Checheno-Inguchétia (também RASS Checheno-Inguche; em russo: Чечено-Ингушская АССР) foi uma república autónoma da República Socialista Federativa Soviética da Rússia (RSFSR).

## História
A região foi incorporada ao Império Russo em 1770. Em 1810, um tratado facilitou a maior integração da Ingushetia à Rússia. Os inguches precisavam da aliança com os russos para proteger suas aldeias; ao mesmo tempo, esperavam obter apoio político para se opor à expansão dos príncipes kabardianos e aksai. Por fim, esses acordos contribuíram para o desenvolvimento econômico da Inguchétia, no contexto de expansão das relações capitalistas do século XIX. O acordo de 23 de agosto de 1810 concedeu aos inguches o direito de usar as terras do lado direito do rio Terek. 
A Chechénia histórica, por sua vez, foi formalmente anexada ao Império Russo em 1859, durante a longa Guerra do Cáucaso (1817-1864).
Depois da Revolução Russa de 1917, em 20 de janeiro de 1921, a Chechénia e a Inguchétia juntaram-se à República Autônoma Socialista Soviética das Montanhas. Em 30 de novembro de 1922 o Oblast Autónomo Checheno foi separado da RSFSR. Em 7 de julho de 1924 o Oblast Autónomo Inguche foi separado da RSFSR. Em 15 de janeiro de 1944 eles se juntaram no Oblast Autónomo Checheno-Inguche da RSFSR, que foi reorganizado como RASS Checheno-Inguche da RSFSR, em 5 de dezembro de 1936.
Entre 1942 e 1943, durante a II Guerra Mundial, a república foi parcialmente ocupada pela Alemanha nazista, enquanto 40 000 chechenos combateram no Exército Vermelho. Em 1944, sob as ordens de Josef Stalin, a república foi dissolvida e a sua população deportada sob acusações de colaboração com os invasores e de separatismo.
A república foi restaurada em 1957 por Nikita Khrushchov.
Em novembro de 1990, a república emitiu a sua declaração de soberania; em maio de 1991, foi declarada a independência da República Checheno-Inguche, que posteriormente foi dividida nas independentes República Chechena e República da Ingúchia.